# Брлог (Пирот)
Брлог је насеље Града Пирота у Пиротском округу. Према попису из 2022. има 14 становника (према попису из 2002. било је 83 становника).

## Историја
Стара локација села Брлога налазила се на потезу званом „Врело“. Село је бројало неколико кућа. То је локација на ушћу Дојкиначке и Јеловачке реке( „ставиште" како су га мештани звали). Ту је постојала мала црква, а одмах до ње било је и гробље. До изградње хотела и викенд насеља после Другог светског рата на том местује постојао крст и мештани су то место звали, а и сада га зову, „Црквиште". Куће су биле изнад Малог врела. Да је то била стара постојбина села говоре многи подаци. Поред напред реченог, на крају села постојала је, а и данас постоји, путна мрежа: југозападно од села постојао је, а и данас се користи „Манастирски пут“; западно пут „Колник“, северно од села „Западсћи пут“. Tи путеви су коришћени за прилаз пољопривредном земљишту и пашњацима. Кад се одметнуо од турског цара, турски војсковођа Пазван Оглу из Видина допустио је својој војсци да терорише наш народ, пљачка, убија и одводи све што јој се хтело: ствари, стоку, људе. Због таквог терора и зулума село Дојкинци се из Селишта повлачи узводно на садашњу локацију, а Брлог из Врела на садашњу локацију – Селиште.
Место се пре 1880. године налазило у бившем Височком срезу. Положено је у једном уском просеку између два брда, која су пошумљена. Ту је записано 69 кућа, са 478 становника, од којих је само пет мушкараца писмено. Пореских глава било је 44. Мештани су око 1880. године подигли православну цркву и припремали да подигну и школску зграду. Њихова деца су 1882. године похађала школу у Дојкинце. Учитељ из сеоске школе Ђорђе Куклић премештен је августа 1907. године у Лесковац. Две године касније, 1909. брлошки учитељ Милан Поповић биће награђен за трогодишњи успешан рад у том месту. Петар Илић учитељ прешао је 1910. године одатле у суседне Дојкинце.
Поплава изазвана великом кишом је мештанима 1882. године уништила усеве, па су морали ићи просјачити.
У саставу Брлошке општине су 1901. године околна села Дојкинци и Јеловица. У месту је 1908. године мушка четворогодишња школа. Дојкинци су се 1909. године одвојили у своју посебну општину.
Почетком априла 1937. године десио се велики пожар код Брлога, на имању Мите Ранчића. То је била појата са стоком где су ноћили синови домаћинови, уз ватру. Људи су се спасили, али је поред појате са намештајем страдала стока - јарићи, кошнице и сточна храна.

## Положај
Село Брлог се налази на југозападном делу Старе планине, y котлини Дојкиначке реке – котлини која се пружа правцем северо-запад — југо–исток. Надморска висина села код школе је 792 м. Село је удаљено од административног центра Пирота 30 км и претпоследње је на путу за средњи Висок. Према положају и размештају кућа, Брлог се може сврстати y збијени тип насеља. Под Турском најездом село је променило локацију, из места званог "Врело", и настанило се на садашњој локацији. На нову локацију доселила су се племена: Рога, Станиша, Токоја, Миленко, Дупљар, Марко и Пеја.
Мостови у селу су углавном били дрвене конструкције, са обалним ојачањима од камена.Уследобилних кишаитопљења дебелогснежног покривача, Дојкиначка река је скоро сваке десете или двадесете године, због великог водостаја носила мостове. Ово се нарочито догађало после балканских ратова и после Првог светског рата. Након Другог светског рата, Брложани су градили мостове од металне конструкције са камено - бетонским приобалним и средњим стубовима. Таквом градњом мостови су били заштићени и река их више није
носила.
Атар села Брлога захвата око 25 км2 површине (мерено правцима: Штрчи крак 1179 м“ н.м. – Страшна чука 1159 м“ н.м., исток – запад; Манастирски мост – Бело камење 910 м' н.м. — Понор 1533 м“ н.м., север – југ. Село је оивичено високим планинским масивима. Посматрано са севера према југу, левом обалом Дојкиначке реке границу чине: Штрчи крак (1179), Клење (1126), Кожина орница (969), Врело (744). Десном обалом реке границу чине: Стоилица (1238), Тонђина валога (1136), Камик (930), Јеличје – Смрдан (1150), и Аметов камик (1090).
Атар села оивичен је атарима суседних села: са северо-запада и северо- истока Дојкиначким, са истока Јеловачким и Росомачким атаром, а са југо–западне старне атаром Височке Ржане и Рсоваца, а делом и Паклештице.

## Демографија
У насељу Брлог живи 83 пунолетна становника, а просечна старост становништва износи 71,1 година (69,2 код мушкараца и 72,9 код жена). У насељу има 45 домаћинстава, а просечан број чланова по домаћинству је 1,84.
Ово насеље је у потпуности насељено Србима (према попису из 2002. године).
|  |

| Демографија | Демографија | Демографија |
| Година      | Становника  | Становника  |
| ----------- | ----------- | ----------- |
| 1948.       | 519         |             |
| 1953.       | 520         |             |
| 1961.       | 448         |             |
| 1971.       | 302         |             |
| 1981.       | 192         |             |
| 1991.       | 130         | 130         |
| 2002.       | 83          | 83          |

| Етнички састав према попису из 2002.‍ | Етнички састав према попису из 2002.‍ | Етнички састав према попису из 2002.‍ | Етнички састав према попису из 2002.‍ | Етнички састав према попису из 2002.‍ |
| ------------------------------------ | ------------------------------------ | ------------------------------------ | ------------------------------------ | ------------------------------------ |
|                                      |                                      |                                      |                                      |                                      |
| Срби                                 | Срби                                 |                                      | 83                                   | 100,0%                               |
| непознато                            | непознато                            |                                      | 0                                    | 0,0%                                 |

| Година пописа     | 1948. | 1953. | 1961. | 1971. | 1981. | 1991. | 2002. |
| ----------------- | ----- | ----- | ----- | ----- | ----- | ----- | ----- |
| Број домаћинстава | 84    | 85    | 90    | 84    | 67    | 61    | 45    |

| Број чланова      | 1  | 2  | 3 | 4 | 5 | 6 | 7 | 8 | 9 | 10 и више | Просек |
| ----------------- | -- | -- | - | - | - | - | - | - | - | --------- | ------ |
| Број домаћинстава | 13 | 28 | 3 | 0 | 1 | 0 | 0 | 0 | 0 | 0         | 1,84   |

| Пол    | Укупно | Неожењен/Неудата | Ожењен/Удата | Удовац/Удовица | Разведен/Разведена | Непознато |
| ------ | ------ | ---------------- | ------------ | -------------- | ------------------ | --------- |
| Мушки  | 40     | 3                | 35           | 2              | 0                  | 0         |
| Женски | 43     | 1                | 33           | 9              | 0                  | 0         |
| УКУПНО | 83     | 4                | 68           | 11             | 0                  | 0         |

| Пол    | Укупно                    | Пољопривреда, лов и шумарство | Рибарство                            | Вађење руде и камена | Прерађивачка индустрија       |
| ------ | ------------------------- | ----------------------------- | ------------------------------------ | -------------------- | ----------------------------- |
| Мушки  | 7                         | 6                             | 0                                    | 0                    | 1                             |
| Женски | 0                         | 0                             | 0                                    | 0                    | 0                             |
| УКУПНО | 7                         | 6                             | 0                                    | 0                    | 1                             |
| Пол    | Производња и снабдевање   | Грађевинарство                | Трговина                             | Хотели и ресторани   | Саобраћај, складиштење и везе |
| Мушки  | 0                         | 0                             | 0                                    | 0                    | 0                             |
| Женски | 0                         | 0                             | 0                                    | 0                    | 0                             |
| УКУПНО | 0                         | 0                             | 0                                    | 0                    | 0                             |
| Пол    | Финансијско посредовање   | Некретнине                    | Државна управа и одбрана             | Образовање           | Здравствени и социјални рад   |
| Мушки  | 0                         | 0                             | 0                                    | 0                    | 0                             |
| Женски | 0                         | 0                             | 0                                    | 0                    | 0                             |
| УКУПНО | 0                         | 0                             | 0                                    | 0                    | 0                             |
| Пол    | Остале услужне активности | Приватна домаћинства          | Екстериторијалне организације и тела | Непознато            | Непознато                     |
| Мушки  | 0                         | 0                             | 0                                    | 0                    | 0                             |
| Женски | 0                         | 0                             | 0                                    | 0                    | 0                             |
| УКУПНО | 0                         | 0                             | 0                                    | 0                    | 0                             |